# Joey Lye
Pour les articles homonymes, voir Lye.
Joey Lye, née le 4 mai 1987 à Toronto, est une joueuse canadienne de softball.

## Carrière
Avec l'équipe du Canada, elle remporte la médaille de bronze du tournoi de softball aux Jeux olympiques d'été de 2020 à Tokyo.